# Liste der denkmalgeschützten Objekte in Guntramsdorf
Die Liste der denkmalgeschützten Objekte in Guntramsdorf enthält 14 denkmalgeschützte, unbewegliche Objekte der Gemeinde Guntramsdorf.

## Denkmäler
| Foto |                 | Denkmal                                                                                             | Standort                                                | Beschreibung | Metadaten |
| ---- | --------------- | --------------------------------------------------------------------------------------------------- | ------------------------------------------------------- | --- | --- |
| ja   | Datei hochladen | Kath. Pfarrkirche hl. Jakobus der Ältere und ehem. Friedhofsfläche HERIS-ID: 75102 Objekt-ID: 88575 | gegenüber Am Kirchenplatz 1 Standort KG: Guntramsdorf   | Die auf Jakobus den Älteren geweihte Pfarrkirche vom Typ einer Basilika wurde 1948 bis 1952 von Josef Vytiska erbaut. Der Vorgängerbau war 1944 einem Bombenangriff zum Opfer gefallen. | BDA-Hist.: Q1679585 Status: § 2a Stand der BDA-Liste: 2025-06-30 Name: Kath. Pfarrkirche hl. Jakobus der Ältere und ehem. Friedhofsfläche GstNr.: 123/3, .92 Pfarrkirche Guntramsdorf |
| ja   | Datei hochladen | Pestsäule HERIS-ID: 75103 Objekt-ID: 88576                                                          | gegenüber Am Kirchenplatz 9 Standort KG: Guntramsdorf   | Die in barockem Stil ausgeführte Pestsäule mit einer Figur der Maria Immaculata auf korinthischem Kapitell ist mit 1713 bezeichnet. Auf dem Sockel stehen Statuen von vier Pestheiligen: Karl Borromäus, Rochus von Montpellier, Franz Xaver und Sebastian. An drei Seiten des Sockels sind Reliefs von Petrus, König David und Jesus am Ölberg zu sehen und an der vierten eine Inschrift, die über die Errichtung und mehrfache Renovierungen informiert.                                                                        | BDA-Hist.: Q38138091 Status: § 2a Stand der BDA-Liste: 2025-06-30 Name: Pestsäule GstNr.: 123/3 Pestsäule Guntramsdorf |
| ja   | Datei hochladen | Sog. Wodikhof, Reichersbergerhof, Hoyoshof HERIS-ID: 75105 Objekt-ID: 88578seit 2017                | Hauptstraße 52 Standort KG: Guntramsdorf                | Der als Wodik-, Reichersberger- oder Hoyoshof bekannte Bau wurde gemäß der Fassadeninschrift im Jahre 1624 mit „Privileg Kaiser Ferdinands II. laut Urkunde des k.k. Hofkammerarchivs“ durch einen Freiherrn von Hoyos errichtet. | BDA-Hist.: Q38138099 Status: Bescheid Stand der BDA-Liste: 2025-06-30 Name: Sog. Wodikhof, Reichersbergerhof, Hoyoshof GstNr.: .38/1 Wodikhof, Guntramsdorf |
| ja   | Datei hochladen | Figurenbildstock hl. Johannes Nepomuk HERIS-ID: 75110 Objekt-ID: 88583                              | bei Hauptstraße 61 Standort KG: Guntramsdorf            | Figur aus dem ersten Viertel des 18. Jahrhunderts | BDA-Hist.: Q38138154 Status: § 2a Stand der BDA-Liste: 2025-06-30 Name: Figurenbildstock hl. Johannes Nepomuk GstNr.: 123/42 |
| ja   | Datei hochladen | Salvator-Säule HERIS-ID: 75108 Objekt-ID: 88581                                                     | vor Hauptstraße 46 Standort KG: Guntramsdorf            | Toskanische Säule mit Figur des Christus Salvator, bezeichnet 1795 | BDA-Hist.: Q38138133 Status: § 2a Stand der BDA-Liste: 2025-06-30 Name: Salvator-Säule GstNr.: 123/44 Salvatorsäule Guntramsdorf |
| ja   | Datei hochladen | Nischen-/Kapellenbildstock hl. Johannes Nepomuk HERIS-ID: 75109 Objekt-ID: 88582                    | gegenüber Laxenburgerstraße 2 Standort KG: Guntramsdorf | Barocke Figur auf neugotischem Postament in einem Giebelbau aus dem 19. Jahrhundert auf einer Brücke über den Mühlbach | BDA-Hist.: Q38138144 Status: § 2a Stand der BDA-Liste: 2025-06-30 Name: Nischen-/Kapellenbildstock hl. Johannes Nepomuk GstNr.: 123/45 Wayside shrine hl. Johannes Nepomuk, Guntramsdorf |
| ja   | Datei hochladen | Pfarrhof HERIS-ID: 49835 Objekt-ID: 54034                                                           | Möllersdorferstraße 1 Standort KG: Guntramsdorf         | Späthistoristischer zweigeschoßiger Bau von 1904/05 | BDA-Hist.: Q38036406 Status: § 2a Stand der BDA-Liste: 2025-06-30 Name: Pfarrhof GstNr.: .52 |
| ja   | Datei hochladen | Froschbrunnen HERIS-ID: 75111 Objekt-ID: 88584                                                      | vor Hauptstraße 18a Standort KG: Guntramsdorf           | Spätsecessionistischer Brunnen mit Relief der Bocca della Verità um 1910/20 | BDA-Hist.: Q38138162 Status: § 2a Stand der BDA-Liste: 2025-06-30 Name: Froschbrunnen GstNr.: 123/13 |
| ja   | Datei hochladen | Gartenpavillon des ehem. Schlosses Guntramsdorf HERIS-ID: 33997 Objekt-ID: 31855                    | Rohrgasse 4 Standort KG: Guntramsdorf                   | Hochbarocker Gartenpavillon, Johann Lucas von Hildebrandt zugeschrieben, als Rest des 1951 geschleiften Schlosses | BDA-Hist.: Q37955448 Status: Bescheid Stand der BDA-Liste: 2025-06-30 Name: Gartenpavillon des ehem. Schlosses Guntramsdorf GstNr.: .10/4, 14/10 Barockpavillon Guntramsdorf |
| ja   | Datei hochladen | Ehem. Schule, Ernst Wurth-Heimatmuseum HERIS-ID: 75106 Objekt-ID: 88579                             | Schulgasse 2 Standort KG: Guntramsdorf                  | Späthistoristischer Bau von 1902. Das Heimatmuseum ist nach dem Gründer Ernst Wurth, dem Schuldirektor in Guntramsdorf und Bezirkfeuerwehrkommandant der Feuerwehren des Bezirkes Mödling benannt. | BDA-Hist.: Q38138110 Status: § 2a Stand der BDA-Liste: 2025-06-30 Name: Ehem. Schule, Ernst Wurth-Heimatmuseum GstNr.: 177/2 Heimatmuseum Guntramsdorf |
| ja   | Datei hochladen | Museum für Industriekultur, ehem. Walzengravieranstalt HERIS-ID: 40664 Objekt-ID: 40657             | Steinfeldgasse 4 Standort KG: Guntramsdorf              | Das Museum wurde 1989 in der vor 1911 erbauten Walzengravieranstalt, die bis 1986 in Betrieb war, eingerichtet. | BDA-Hist.: Q974165 Status: Bescheid Stand der BDA-Liste: 2025-06-30 Name: Museum für Industriekultur, ehem. Walzengravieranstalt GstNr.: .465 Walzengravieranstalt Guntramsdorf |
| ja   | Datei hochladen | Sog. Weingartenkapelle HERIS-ID: 59013 Objekt-ID: 69946                                             | Standort KG: Guntramsdorf                               | Die ursprüngliche Kapelle wurde im Jahr 1760 auf Auftrag eines Wiener Fleischhauers als Votivgabe errichtet. Er dürfte durch Stiere angegriffen worden sein und konnte sich aber retten. 100 Jahre später wurde sie niedergerissen und durch Nachkommen im Jahr 1866 neugotisch wieder aufgebaut. Die Gemeinde hat sich verpflichtet, die Kapelle, die inmitten der Weingärten am Abhang des Eichkogels nahe dem Wasserleitungsweg steht, zu erhalten. In den Jahren 1993 und 1994 wurde sie durch Ortsansässige generalrenoviert. | BDA-Hist.: Q38085589 Status: § 2a Stand der BDA-Liste: 2025-06-30 Name: Sog. Weingartenkapelle GstNr.: .145 Weingartenkapelle, Guntramsdorf |
| ja   | Datei hochladen | Wiener Neustädter Kanal HERIS-ID: 75112 Objekt-ID: 88585                                            | Standort KG: Guntramsdorf                               | Der Wiener Neustädter Kanal wurde 1803 in Betrieb genommen und bis auf 63 km erweitert. Ursprünglich war er bis Triest geplant. Teile der Trasse wurden später zu Bahnstrecken umgewandelt, so dass der Warenverkehr ab 1879 stark zurückging. Im Bereich Guntramsdorf mussten die Schiffe eine Dreifachschleuse überwinden. | BDA-Hist.: Q64485490 Status: Bescheid Stand der BDA-Liste: 2025-06-30 Name: Wiener Neustädter Kanal GstNr.: 126/3, 126/4, 126/5, 150/2, 150/4, 150/119, 188/1, 1218/2, 1219/2, 1260/4, 1260/7, 1260/10, 1260/32, 1260/33, 1261/4, 1261/18, 1261/32, 1261/33, 1404/2, 2284/2, 2305/1, 2305/3, 2314, 2401, 2402, 2459 Wiener Neustädter Kanal in Guntramsdorf |
| ja   | Datei hochladen | Teil der 1. Wiener Hochquellenleitung HERIS-ID: 111374 Objekt-ID: 129206                            | Standort siehe Beschreibung KG: Guntramsdorf            | Die I. Wiener Hochquellenwasserleitung ist ein Teil der Wiener Wasserversorgung und war die erste Versorgung von Wien mit einwandfreiem Trinkwasser. Nach vierjähriger Bauzeit wurde die 95 Kilometer lange Leitung am 24. Oktober 1873 eröffnet. Die Trasse führt entlang des Hanges des Eichkogels. Sichtbare Zeugnisse sind die Einstiegstürme 42 (Lage) und 43 (Lage). | BDA-Hist.: Q64765583 Status: Bescheid Stand der BDA-Liste: 2025-06-30 Name: Teil der 1. Wiener Hochquellenleitung GstNr.: 2011/3 Hochquellenwasserleitung in Guntramsdorf |